# Sidorejo (Curup Tengah)
Sidorejo is een bestuurslaag in het regentschap Rejang Lebong van de provincie Bengkulu, Indonesië. Sidorejo telt 4457 inwoners (volkstelling 2010).